# Hidra
Hidra er en ø i Flekkefjord kommune i Vest-Agder med omkring 530 indbyggere (2016). Opdræt af laks udgør en stor del af næringslivet. Hidra er et populært feriemål. Der sejler en bilfærge fra Flekkefjord til øen. Det tagerr 7 minutter.
Hidra Kirke er en ottekantet og korsformet trækirke fra 1854 i tettstedet Kirkehamn.
Døbefonten er fra omkring 1600, kirkeklokkerne er fra 1609 og 1752 og blev brugt i den forrige kirke. I kirken findes også en gotisk alterkop og og et dåbsfad fra 1600-tallet, og en bibel fra 1717; begge stammer fra den tidligere kirke, som stod på stedet, og som blev revet ned i 1852. Ved kirken står et mindesmærke over de som faldt i kamp eller omkom på havet i Norge under 2. verdenskrig
Kirkehamn  med cirka 200 indbyggere anses som øens hovedby. Stedet ligger i et indelukket havneområde på den vestlige del af Hidra. Bygningsmiljøet som ligger langs havet er overvejende velbevaret. 
Stedet har lang historie med fiskeri og søfart. Bosætningsfund fra stenalderen er påvist i tørvelag ud i havnebassinet. 
Kirkehavn er klassificeret som et specielt bevaringsværdigt område i Vest-Agder.
Rasvåg er sammen med Kirkehamn den tætteste beboede del af øen. Samfundet her består af små hvide træhuse i gammel stil. Rasvåg har også flere små øer som er beboet. 
Rasvåg havde fra gammel tid et slæbested hvor de kølhalede og reparerede  sejlskibe. Det er beliggende på en lille holm midt inde i Rasvåg. Skibene søgte ofte havn i Rasvåg, og under Napoleonskrigene lå de dansknorske fartøjer og holdt udkig efter engelske krigsskibe som gik langs kysten. Det var også lodshytte og -station i Rasvåg. Oppe ved hytten er der hugget et kompas i fjeldet. Dette står fremdeles.

## Historie
Det ældste kendte navn på øen er Hítr, og navnet blev senere til Hitterø. Hidra har haft bosætning siden stenalderen. De ældste fund er dateret til omkring 9500 år før vor tid. Der er gjort rige fund fra vikingetiden og en runesten som blev fundet 1857 ved Reistad, Reistadstenen, har følgende indskrift: «Yðingr ek Vakr nam reit»: Yding. Jeg, Vakr, har taget jorden i besiddelse). Ved Hæstad blev der i 1845 fundet en guldskat bestående af en armring og en stor halsring i guld. Fundene er udstillet på Historisk museum i Oslo.
23. juli 1406 stødte engelske fiskere og hanseatiske skibsbesætninger sammen ved Hidra. Under sammenstødet skal tyskerne have dræbt over 80 engelske fiskere.
Hidra var fra 1837 en del af den tidligere kommune Nes og Hitterø Formandskabsdistrikt. Den 8. oktober 1893 blev Nes og Hidra kommune delt i to, og Hidra (Hitterø) blev en selvstændig kommune med 2.075 indbyggere. Nes kommune havde ved oprettelsen 1704 indbyggere. I 1920 blev kommunenavnet ændret fra Hitterø til Hidra. 
1. januar 1965 blev Hidra, som da havde 1277 indbyggere, sammen med Gyland, Nes, samt det meste af Bakke Kommune (undtaget Øksendal), lagt sammen til den nye Flekkefjord kommune.

## Topografi og geologi
Øena består næsten udelukkende af granit, med mindre moræneafsætninger i fjeldsprækkerne. Set fra havet er øen en grå klump. Østsiden er mere frugtbar, med løvskov og en del sjælden flora, blandt andet vildtvoksende storblomstret kodriver, som lokalt kaldes «kosmar». Øens højeste punkt er Langelandsfjeldet, 291 meter over havet. 
Øen deles i 2 af Eiekanalen inderst i Rasvågfjorden, der kan passeres af mindre både (maksimalt 45 fod og ikke for stor overbygning på grund af passering af en bro). Øens strategisk gode placering førte til at den tyske besættelsesmagt under 2. verdenskrig, byggede et af sine større artillerianlæg på Hågåsen over Kirkehamn.

## Turisme
Der er  overnatningsmuligheder (Kongshamn Gjestgiveri og "Små hytter"), landhandel, turistbutikker, restauranter og kystmuseet Fedrenes Minne. Fra toppen af fjeldet Hågåsen er der udsigt over hele øen. Turen tager omkring en halv time at gå fra parkeringspladsen. 